# Take That & Party
Take That & Party è il primo album del gruppo musicale britannico Take That, pubblicato nel 1992.

## Descrizione
Sette i singoli estratti: Do What You Like, Promises, Once You've Tasted Love, It Only Takes a Minute, I Found Heaven, A Million Love Songs e Could It Be Magic.

## Tracce
1. I Found Heaven – 4:01
2. Once You've Tasted Love – 3:43
3. It Only Takes a Minute – 3:46
4. A Million Love Songs – 3:53
5. Satisfied – 4:29
6. I Can Make It – 4:09
7. Do What U Like – 3:06
8. Promises – 3:33
9. Why Can't I Wake Up with You – 4:12
10. Never Wanna Let You Go – 4:55
11. Give Good Feeling – 4:22
12. Could It Be Magic – 4:24
13. Take That & Party – 2:54

## Classifiche

### Classifiche settimanali
| Classifica (1992-94) | Posizione massima |
| -------------------- | ----------------- |
| Finlandia            | 35                |
| Germania             | 28                |
| Giappone             | 45                |
| Paesi Bassi          | 21                |
| Regno Unito          | 2                 |
| Svezia               | 38                |

### Classifiche di fine anno
| Classifica (1992) | Posizione |
| ----------------- | --------- |
| Regno Unito       | 37        |
| Classifica (1993) | Posizione |
| Regno Unito       | 27        |